# Zisterzienserinnenabtei La Paix-Dieu

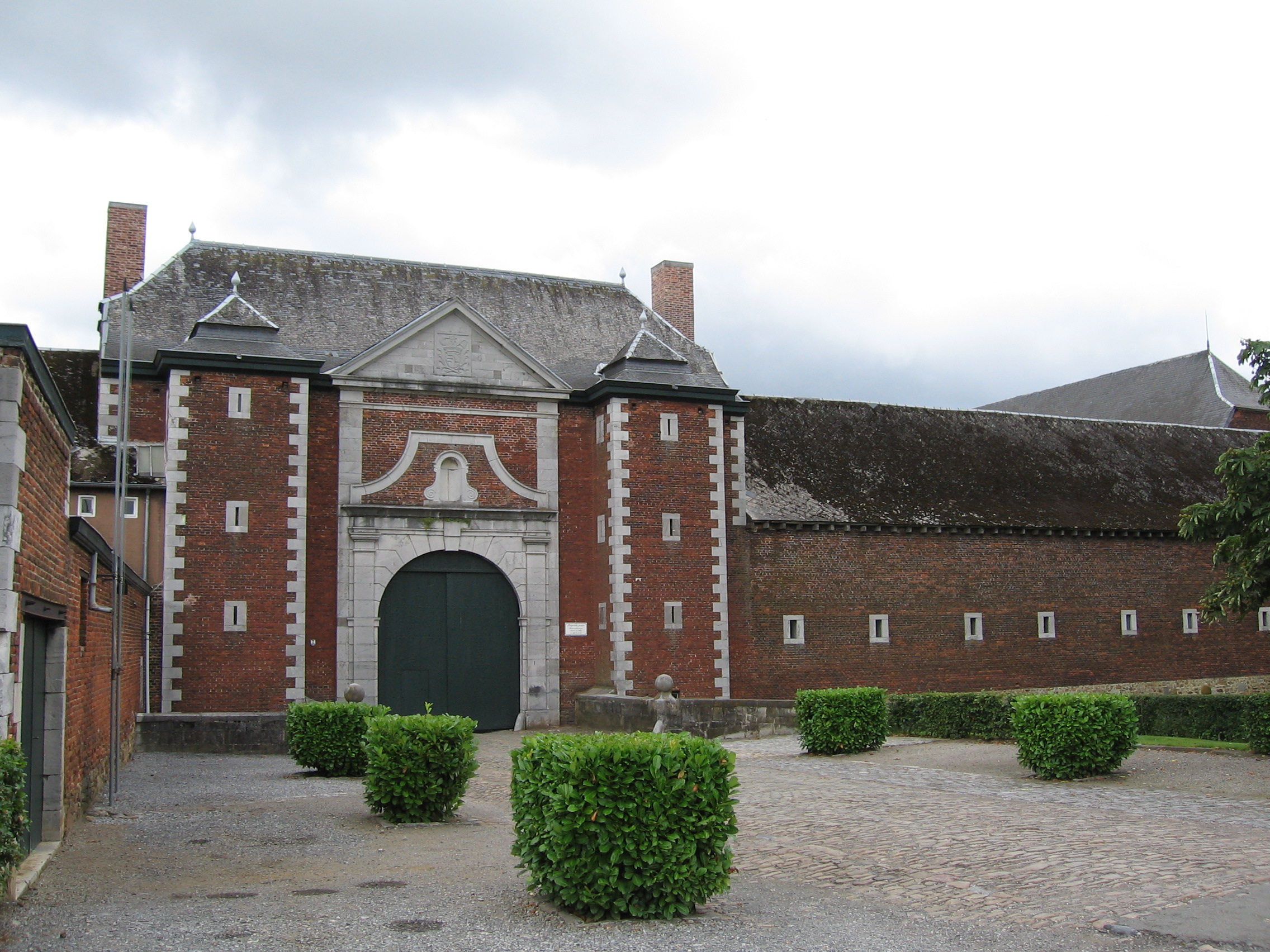
Zisterzienserinnenabtei La Paix-Dieu

Die Zisterzienserinnenabtei La Paix-Dieu war von 1240 bis 1796 ein Kloster der Zisterzienserinnen in Jehay, Amay, Provinz Lüttich, in Belgien. Es ist nicht zu verwechseln mit dem Trappistinnenkloster Cabanoule, das ebenfalls den Namen Notre-Dame de la Paix-Dieu trägt.

## Geschichte
Die 1239 in Oleye, Waremme, gestiftete Nonnengemeinschaft ging 1240 nach Jehay, nordöstlich Huy, westlich Lüttich, und gründete dort die Abtei La Paix-Dieu („Gottesfriede“), die mit Nonnen aus der Abtei Val-Benoît besiedelt wurde. 33 Äbtissinnen folgten einander nach, bis die Abtei im Zuge des Vordringens der Französischen Revolution 1796 geschlossen und teilweise abgebaut wurde. Die verbleibenden Gebäude stammen aus dem 18. Jahrhundert.
1993 wurde die Anlage durch die Wallonische Region übernommen, welche archäologische Grabungen vornehmen ließ und 2007 hier ein Centre des métiers du patrimoine („Zentrum für historisches Handwerk“) des Instituts für wallonisches Kulturgut einrichtete. Des Weiteren befindet sich am Ort das Maison du Tourisme Hesbaye et Meuse der Region Hespengau. Das Bier „Paix Dieu“ wirbt mit der Erinnerung an die Abtei.
(Die Benennung der Abtei La Paix-Dieu als „Abtei von Amay“ kann zu Verwechslungen führen, da es an der Kollegialkirche Saint Georges und Sainte Ode von Amay ein Kanonikerkloster gab. Wenn z. B. von René François Walther de Sluze als Kommendatarabt von Amay gesprochen wird, ist selbstredend nicht La Paix-Dieu gemeint.) 